# Перетц Володимир Миколайович
Володимир Миколайович Перетц (2 (14) березня 1870, Петербург — 24 вересня 1935, Саратів) — філолог, дослідник і видавець численних пам'яток давньої й середньої української літератури та української творчості, історик й видатний теоретик літератури, текстолог, організатор українського наукового життя й ініціатор багатьох наукових починів. Один з авторів офіційної записки Російської АН до Кабінету міністрів Росії «рос. Об отмене стеснений малорусского слова» (1905) з вимогою прав на вільний розвиток української мови і літератури, свободи друку. Член Київського товариства старожитностей і мистецтв. Академік УАН (1919). Лауреат Макаріївської премії.

## Біографія

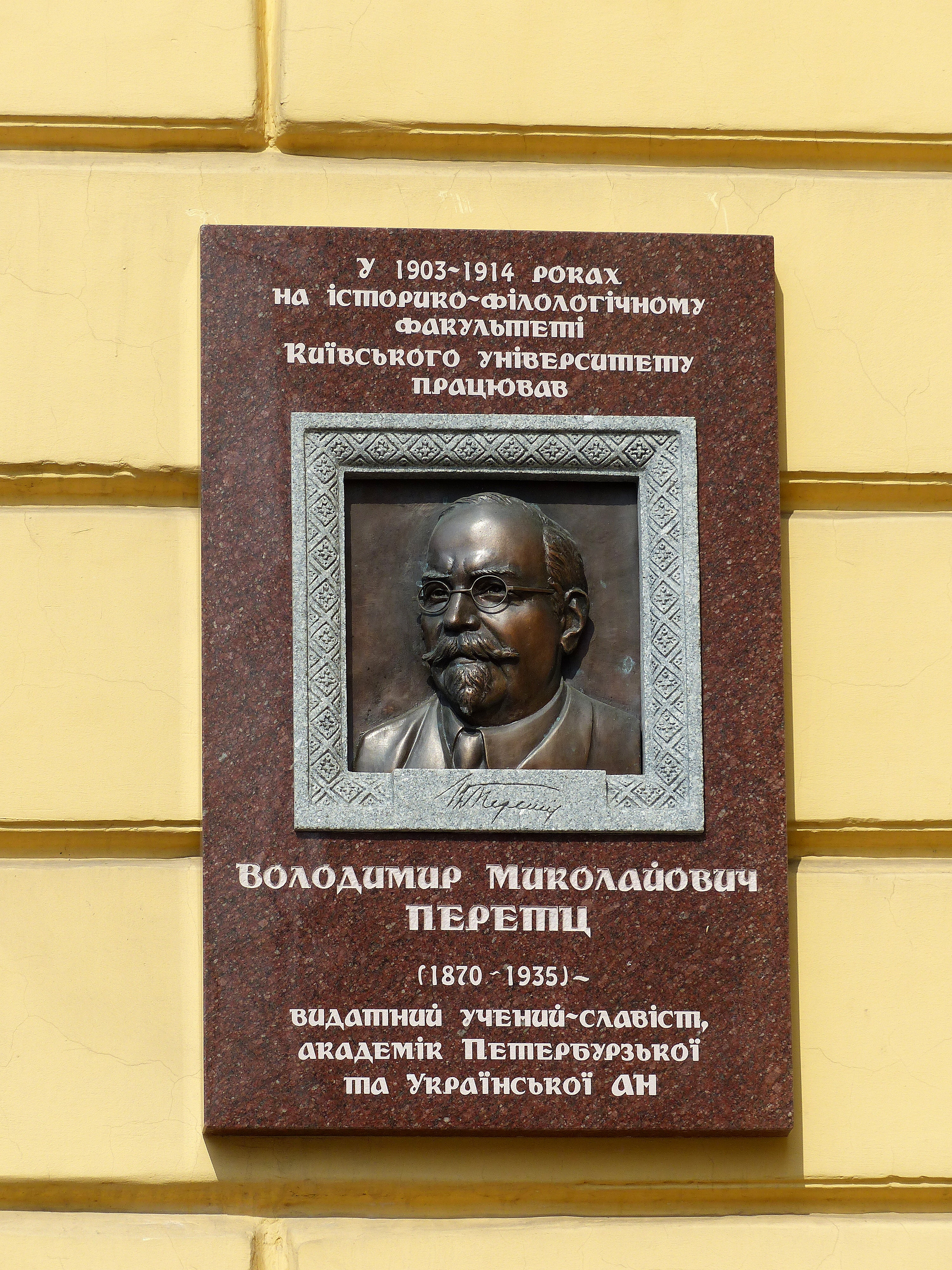
Меморіальна дошка Володимирові Перетцу у Києві (бульвар Тараса Шевченка, 14)

Народився в сім'ї педагога Миколи Григоровича Перетца (1846—1875). Брат — Лев Миколайович Перетц (1871—1942) — журналіст. Походив з єврейської раввинської родини, яка після поділу Польщі перебралася з Любартова до Одеси.[джерело не вказане 372 дні] Сам же народився у столиці Все-російської імперії, Санкт-Петербурзі. Предки науковця були членами революційного руху у Все-російській імперії відомого в історіографії як «Рух Декабристів», які переслідувалися державою.[джерело не вказане 372 дні]
Закінчив історико-філологічний факультет Петербурзького університету (1893).
Після цього працював у середніх школах Санкт-Петербурга. Був викладачем Археологічного інституту (1902) та приват-доцентом університету з 1897 р..
В 1903 р. переїхав у Київ та був професором Київського університету на кафедрі історії російської літератури та мови.
Заснований 1907 р. і очолюваний ним «Семінарій російської філології» при Університеті св. Володимира в Києві об'єднав невеликий початково гурт студентів і дослідників, і вислідом їх наукової роботи була низка праць і доповідей, друкованих здебільшого в київських Записках Наукового Товариства. Вже тоді діяльність цього семінару викликала доноси й напади з боку російських чорносотенних кіл, що цей «семінар… був виконним органом української партії в Києві та розсадником для українізації російської молоді що студіює». З найменуванням професора В. М. Перетца 1914 р. на академіка (дійсного члена) Російської Академії Наук і з переїздом його в Петербург туди ж був перенесений і згаданий семінар, продовжуючи там свою діяльність і підготовку дослідницьких кадрів. Учасниками цього семінару в різні періоди його існування був цілий ряд дослідників, видатних пізніших науковців, філологів і літературознавців, між ними: Варвара П. Адріянова-Перетц (дружина академіка В. М. Перетца), О. В. Багрій, С. Д. Балухатий, О. П. Баранніков, Л. Т. Білецький, С. О. Бугославський, О. С. Грузинський, М. К. Гудзій, І. П. Єремин (Єрьомін), В. І. Маслов, С. І. Маслов, І. Огієнко, В. Отроковський, О. А. Назаревський, А. І. Нікіфіров, С. Шевченко, С. О. Щеглова й інші.
Співпрацював з Миколою Лисенком — викладав історію драми в Музично-драматичній школі М. Лисенка у Києві.
Після створення Української Академії Наук в Києві академік В. М. Перетц був обраний в 1919 р. теж на академіка цієї Академії і включився в її наукову роботу.
Працюючи в Києві, Перетц продовжив студіювання віршованої літератури. Його праця «Очерки по истории поэтического стиля в России» (1905—1907 pp.) — найцінніша у спадщині вченого. Він приділяв увагу шляхам формування стилю української любовної лірики, зацікавився історією театру — російського, українського, польського і написав з цього приводу ряд ґрунтовних праць. 1907 p. Володимир Миколайович побував у Польщі, де вивчав твори польських поетів епохи Відродження і стилю бароко. Це дало йому змогу з'ясувати джерела російського й українського поетичного стилю.
Як зазначає у своїй книжці Ігор Шаров, вчений планував залучити молодь до досліджень у галузі історії української літератури, видання хрестоматії української літератури, починаючи з найдавніших часів, укладання каталогів пам'яток української мови і літератури XVI–XVIII ст. із коментарями, видання повної бібліографії української літератури, публікація збірників драматичних творів і пісенних текстів, збирання матеріалів з української діалектології. Учений заклав важливі передумови для успішної роботи філологічної секції УНТ: залучив до співпраці відомих філологів, накреслив програму діяльності секції, організував всебічну розробку питань української філології — уніфікації граматики, складання історичних, термінологічних і тлумачних словників, дослідження генези української мови. Філологічна секція УНТ, коли нею керував Перетц, була однією з найефективніших у Товаристві.
З 1917 по 1921 р. брав участь у роботі з організації Самарського Університету. Був завідувачем підвідділенням охорони культурних цінностей та бібліотек Самарського ревкому з жовтня 1918 року до весни 1919 р..
У 1921 р. В. М. Перетц повернувся у Петроград та почав читання лекцій у Петроградському університеті, яке припинив через хворобу у 1925 р..
У 1920 р. обраний дійсним членом Всеукраїнської академії наук. У 1921 р. заходами академіка В. М. Перетца постає Товариство дослідників української історії, писемності та мови в Ленінграді, яке об'єднує під його головуванням великий гурт осіб, зацікавлених цим досліджуванням. В 1926 році це товариство мало до 31 дійсного члена і 5 членів співробітників і, працюючи початково як комісія ВУАН, перетворилося згодом, в 1928 році, на філію ВУАН. Після припинення активної діяльності у Товаристві В. М. Перетц був його почесним головою.

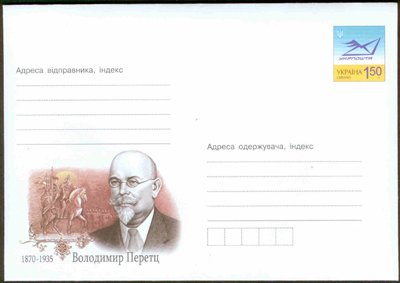
конверт «Володимир Перетц»

Активними членами цього товариства, доповідачами та співробітниками видаваних ним Наукових збірників, (т. І, К., 1928, т. ІІ, К., 1929, т. III, 1931), були між іншим такі видатні вчені, як Іван Рибаков, Іван Фетісов, Іван Абрамов, Володимир Боцяновський, Володимир Данилов, Аркадій Лященко, Д. Абрамович, С. О. Щеглова, Павло Потоцький, Кость Копержинський, Варвара Адріянова-Перетц, Сергій Маслов та ін.
Працюючи у ВУАН й очолюючи в ньому з 1927 р. Комісію давнього українського письменства, академік В. М. Перетц об'єднав для праці над складанням бібліографії давнього письменства, розшуків в архівах та бібліотеках пам'яток давньої і середньої літератури, підготовки їх до друку і філологічного їх дослідження не тільки київських учених, але теж ленінградських і московських.
Переслідування В. М. Перетца на початку 1930-х років було інспіровано партійними органами ВУАН і мало політичний підтекст, адже він вважався одним із лідерів серед тих учених, які виступали проти впливу політичних чинників на наукову діяльність.
|                                                   |  |  |
| Ювілейна монета НБУ присвячена Володимиру Перетцу |  |  |

Вночі з 11 на 12 квітня 1934 р. В. М. Перетца було заарештовано НКВС та направлено для допитів на Луб'янку в Москву. Його було обвинувачено у справі контрреволюційної фашистської організації «Російська національна партія», як ключового члена цієї злочинної організації. Вину було «доведено» матеріалами слідства та очними ставками. Судили В. М. Перетца разом з М. Н. Сперанським 16 червня 1934 р., де їх було засуджено до заслання на 3 роки до Саратова. 26 червня дружина відвезла тяжко хворого, безпорадного чоловіка у Саратов, місто з протипоказаним для нього кліматом, з якого йому вже не було суджено повернутись.
22 грудня 1934 року В. М. Перетца було виключено з Академії Наук.
В. М. Перетц помер 23 вересня 1935 р.
Реабілітований 9 липня 1957 роки Президією Ленінградського облсуду.

## Праці
Воднораз із цією організаційною роботою академік В. Перетц займався також наукою, публікуючи цілу низку важливих праць, між ними:
- «Современная русская народная песня», 1893(рос. дореф.);
- «Кукольный театр на Руси», 1895(рос. дореф.);
- «Скоморошьи вирши по рукописи XVIII века», 1898(рос. дореф.);
- «Малорусские вирши и песни в записях XVI—XVIII веков», 1899(рос. дореф.);
- «К истории Громника», 1899(рос. дореф.);
- «Из истории старинной русской повести. Слухи и толки о патриархе Никоне в изображении писателей XVII—XVIII столетий», 1900(рос. дореф.);
- «Материалы к истории апокрифа и легенды. К истории Лунника», 1901(рос. дореф.);
- «К истории апокрифа и легенды: К истории Громника и Лунника. Новые тексты. Выводы. Указатели», 1901(рос. дореф.);
- «Заметки и материалы для истории песни в России», 1901(рос. дореф.);
- «Историко-литературные исследования и материалы», Т. 1; — Т. 2; — Т. 3, СПб., 1900—1902(рос. дореф.);
- «Из истории развития русской поэзии XVIII века», 1902(рос.);
- «Очерки старинной малорусской поэзии», 1903(рос. дореф.);
- «Повесть о трех королях-волхвах по списку XV века», 1903(рос. дореф.);
- «Памятники русской драмы эпохи Петра Великого», 1903(рос. дореф.);
- «Матеріали до історії української літературної мови» (зі збірника П. Ф. Сімсона № 2, XVI ст.), 1905;
- «К истории польского и русского народного театра: (Несколько интермедий XVII—XVIII столетий). I—VII», 1905(рос. дореф.);
- «Очерки по истории поэтического стиля в России», СПб., 1905—1906(рос. дореф.);
- «Очерки старинной украинской лирики», СПб., 1907(рос. дореф.);
- «Новые данные для истории старинной украинской лирики», 1907(рос. дореф.);
- «К истории польского и русского народного театра. XV—XVII», 1910(рос. дореф.);
- «Новый труд по истории украинского театра», 1911(рос. дореф.)
- «Старинный театр в России XVII—XVIII вв.», П., 1923(рос.);
- «Нові дані до історії школярських братств на Вкраїні», ЗІФВ, II—III, 1923;
- Перетц В. Слово о полку Ігоревім: пам'ятка феодальної України-Руси XII віку: вступ, текст, коментар / Володимир Перетц. — У Київі: З друк. Укр. акад. наук, 1926. — ІХ, 351, 6 с. — (Збірник Історично-філологічного відділу / Укр. акад. наук ; № 33).
- «Ще раз дума про Олексія Поповича», Записки НТШ, т. 141—143, 1926;
- «Слово о полку Ігоревім: пам'ятка феодальної України-Руси XII віку», К., 1926;
- «Українські Синаксари в київських та львівських тріодях XVI—XVII вв. — Епізод з історії „простої мови“ на Україні (1926);
- „Исследования и материалы по истории старинной украинской литературы XVI—XVIII вв.“ (Сб. ОРЯиСЛ, т. 101, № 2, 1926; М. — Л., 1962)(рос.);
- „К изучению Слова о полку Игореве“, 1926(рос.);
- „Работы по русской и украинской литературе Академии Наук за десять лет — 1917 — 1927“, Л., 1927(рос.);
- „Ще одна вірша про Гетьмана Мазепу“ (у Зб. на пошану акад. Д. Й. Багалія», 1927);
- «До питання про літературні джерела давнього українського літопису» (у Зб. на пош. Акад. М. С. Грушевського, т. II., К., 1928)

та інші.
У своїх дослідах і працях акад. В. М. Перетц дотримувався панівної в українській науці і суперечної офіційним совєтським настановам тези про українськість пам'яток і літературних традицій княжого Києва і був рішучим противником будь-якого встрявання партійних чи урядових чинників у справи науки, перестерігаючи м. ін. акад. М. С. Грушевського перед непотрібними зверненнями чи відкликами до урядових кіл в таких чи інших справах академічного життя цитатою із літопису: «Не наводити поганих на землю Руську». Все це і зробило особу академіка несприйнятною для режиму і призвело до його ліквідації. В 1933 році він був відірваний від наукової праці і засланий (1934 р.) до Саратова, де й помер 1935 року.

## Згадки
У 2010 році до 140-річного ювілею академіка Володимира Перетца за ініціативою дослідника життя академіка Перетца Артура Рудзицького «Укрпошта» випустила конверт «Володимир Перетц».
8 лютого 2013 року за ініціативи Артура Рудзицького, за його та інших спонсорів кошти, на будинку Інституту філології Київського Національного університету імені Тараса Шевченка у Києві (бульв. Шевченка, 14) було встановлено Пам'ятну дошку академіку В. М. Перетцу, авторства київських скульпторів — О. Ю. Сидорука та Б. Ю. Крилова.
15 вересня 2020 року за ініціативи Артура Рудзицького, Інституту літератури ім. Т.Шевченка АН України та Національной бібліотеки України ім. В.Вернадського, Національний Банк України випустив памятну монету «Володимир Перетц», до 150-річчя від дня народження видатного українського вченого.

## Родина
Мав сина Володимира (нар. 1899) від першого шлюбу із Н. І. Арабажіною, друга дружина — Варвара Павлівна Адріанова-Перетц, брата Льва Миколайовича.